# Angry Grandpa
Charles Marvin (Charlie) Green jr. (Charleston, 16 oktober 1950 – Summerville, 10 december 2017), beter bekend als Angry Grandpa of AGP, was een Amerikaanse internetbekendheid.
TheAngryGrandpaShow (zijn hoofdkanaal op YouTube) had in de zomer van 2018 ruim 4 miljoen abonnees. Op GrandpasCorner, zijn andere kanaal, deelde hij verhalen over zijn persoonlijke leven. Op dit kanaal was er ook een speciaal wekelijks onderdeel genaamd "Mailbag Monday", waarin Green pakjes opende en brieven las die hij van kijkers ontving. Angry Grandpa had een vaste fanschare, genaamd "Grandpa's Army". Hij verwees naar zijn fans als "youngins".

## Persoonlijk leven
Green groeide op in de buurt van Sherwood Forest in Charleston, South Carolina. Green was brandweerman voor de brandweer van North Charleston, had in het verleden eigen kleine bedrijven en werkte onder meer als onderhoudswerker. Green had een bipolaire stoornis waarvoor hij medicatie nam. Hij had vier kinderen en negen kleinkinderen. Hij was van mening dat het maken van video's zijn levensstijl positief beïnvloedde. Het hield hem weg van de drank, hij ging bewuster om met zijn gezondheid en had meer om handen. In 2012 scheidde hij van zijn vrouw Tina. Midden augustus 2017 brak Charles Green met zijn zoon Charlie, vanwege grove beledigingen, druggebruik, vernielzucht, geweld en buitensporig gedrag.
Green had de laatste twintig jaar van zijn leven een zeer slechte gezondheid. Eind jaren 90 woog Green, volgens hemzelf, ongeveer 300 kilo en was niet in staat om zelfstandig te lopen. Hij onderging een gastric bypass, maar dit mislukte en hij kreeg later last van het dumpingsyndroom. In 2006 onderging Green een tweede operatie, ditmaal vanwege het verwijderen van een enorme hernia.
Green heeft altijd gezegd dat de vlogs en zijn YouTube-bezigheden (sinds 2007) hem op de been hielden en zijn leven opnieuw structuur en hoop boden. Hij zei dat hij sinds zijn leven op Youtube zijn levenslust herwon.

Ik gebruik de kracht van het internet om de leegte in mijn leven op te vullen

In 2017 verslechterde zijn gezondheid nog verder, nadat er in februari van dat jaar bij hem kanker werd gediagnosticeerd. Hoewel hij de kanker overwon, verscheen Green op 31 oktober datzelfde jaar in het ziekenhuis, waarbij er dit keer cirrose bij hem werd gediagnosticeerd. Ongeveer anderhalve maand later, op 10 december 2017, stierf Charles Green op 67-jarige leeftijd.

## TheAngryGrandpaShow
In zijn video's reageerde Green meestal agressief op diverse zaken, bijvoorbeeld op practical jokes (pranks) van zijn jongste zoon Michael Green (werkzaam als webmaster en grafisch ontwerper) en op actuele gebeurtenissen, zoals de zaak-Casey Anthony. Michael kreeg in 2009 de bijnaam "Pickleboy", nadat een grap die hij geprobeerd had met Green uit te halen mislukte. Michaels vriendin, Bridgette Nicole West, ook wel "Prinses" of "Picklegirl" genoemd, was soms ook betrokken bij de verborgencameragrappen. Green maakte ook serieuzere video's, zoals in april 2012, toen hij een video op zijn hoofdkanaal had gezet over zijn gedwongen vertrek, met duizenden anderen, van het woonwagenkamp waar hij destijds woonde in verband met de aanleg van een weg voor de firma Boeing. Een van zijn meest bekeken video's is een reactie op de zaak-Casey Anthony.

## Pranks
Op zijn YouTube-kanaal 'TheAngryGrandpaShow' verschenen ook geregeld pranks die soms van een nogal vergaande aard waren. Zo deed Green gedurende twee weken (tijdens de Ebola-uitbraak in West-Afrika in 2014) alsof hij zelf ebola had. Hiervoor spande hij samen met Bridgette West (de vriendin van Michael Green). Zo slaagde hij erin om zijn zoon te foppen, die na de ontdekking dat het een grap was, bijzonder boos was. Een andere keer stormde Green de slaapkamer van zijn zoon (Michael Green) binnen met een jerrycan gevuld met water en een aansteker. Op voorhand had hij een doekje met benzine naast zijn bed gelegd om de illusie te wekken dat er effectief benzine zat in de jerrycan en dat Green zijn zoon echt in brand zou steken.
In enkele andere video's van Angry Grandpa spant hij samen met zijn luidruchtige buurvrouw Tina, waar hij zijn zoon in de maling neemt. Zo is er in een video te zien hoe hij op Moederdag Tina "ten huwelijk" vraagt. Ze maakte het zo geloofwaardig dat beide, Michael en Bridgette hier in trapte.